# Vladimír Richter
Vladimír Richter (* 1. ledna 1970 Litoměřice) je český politik, od roku 2004 s přestávkami zastupitel Libereckého kraje, v letech 2006 až 2014 a opět v letech 2018 až 2021 starosta města Jilemnice, člen ODS. Působí také jako baseballový rozhodčí.

## Životopis
Vladimír Richter se narodil 1. ledna 1970 v Litoměřicích. V letech 1988 až 1993 absolvoval Matematicko-fyzikální fakultu Univerzity Karlovy, obor teoretická kybernetika, matematická informatika a teorie systémů. V roce 1991 se natrvalo přestěhoval do Jilemnice a o tři roky později kandidoval jako nestraník za ODS do zastupitelstva města Jilemnice, avšak neuspěl. Stal se ale předsedou finanční komise zastupitelstva města. Je členem ODS. V roce 2004 byl zvolen do zastupitelstva Libereckého kraje a stal se i radním pro dopravu, přičemž tuto funkci vykonával až do roku 2008.
Do jilemnického zastupitelstva byl zvolen ve volbách v roce 2006 a následně se stal starostou města. Sliboval dokončení výstavby sportovní haly, bytů u městské nemocnice a regeneraci panelového sídliště. Ve volbách 2010 starostovský mandát obhájil, když získal 688 hlasů. Během trvání druhého mandátu probíhala krize ohledně zrušení jilemnického gymnázia. V komunálních volbách roku 2014 ODS v Jilemnici ztratila podporu a starostkou se stala Jana Čechová (SNK). Vladimír Richter byl zvolen zastupitelem a přešel do opozice.
V komunálních volbách 2018 získala ODS v Jilemnici 19,48% a ačkoliv byl jejím lídrem David Hlaváč, Richter získal druhý nejvyšší počet hlasů ve straně a stal se již potřetí starostou. Po krajských volbách roku 2020 odstoupil z křesla starosty a stal se radním Libereckého kraje pro zdravotnictví. Funkci starosty po něm převzal spolustraník David Hlaváč.
V komunálních volbách 2022 kandidoval na 12. místě kandidátky ODS v Jilemnici, získal 271 preferenčních hlasů, avšak mandát zastupitele neobhájil.
Ve volbách v roce 2024 obhájil jako člen ODS post zastupitele Libereckého kraje, a to na kandidátce subjektu „SPOLU pro Liberecký kraj - ODS, TOP 09, KDU-ČSL“. V říjnu 2024 se pak stal náměstkem hejtmana pro resort zdravotnictví.

## Baseball
Vladimír Richter je fanouškem baseballu. V roce 2004 se stal rozhodčím České baseballové asociace. Rozhodoval českou extraligu a několikrát byl nominován na rozhodování mistrovství světa. Jako hlavní rozhodčí úvodního zápasu se účastnil MS 2017 na Tchaj-wanu. Od roku 2019 je předsedou komise České baseballové asociace.